# Jean Béraud
Jean Béraud (n. 12 ianuarie 1849, Sankt Petersburg – d. 4 octombrie 1935, Paris) a fost un pictor francez renumit pentru numeroasele sale opere ce prezintă atât viața cotidiană, cât și viața de noapte a înaltei societăți din Paris, din perioada „Belle Époque”. A pictat, de asemenea, și subiecte religioase într-un cadru contemporan.

## Biografie
Béraud s-a născut în Sankt Petersburg. Tatăl său, de asemenea numit Jean, a fost un sculptor și, cel mai probabil, lucra pe șantierul Catedralei Sf. Isaac atunci când fiul său se năștea. Mama sa se numea Geneviève Eugénie Jacquin; După moartea tatălui lui Béraud, familia s-a mutat la Paris. 
Acesta se afla în procesul de a deveni avocat până ce Parisul a fost ocupat în timpul războiului Franco-Prusac din 1870.
Béraud a fost studentul lui Léon Bonnat, și și-a expus picturile la Salon pentru prima oară în 1872. Totuși, nu a devenit cunoscut până în 1876, datorită picturii intitulate Întoarcerea de la Înmormântare.
A primit decorația Legiunea de Onoare în 1894.

## Galerie

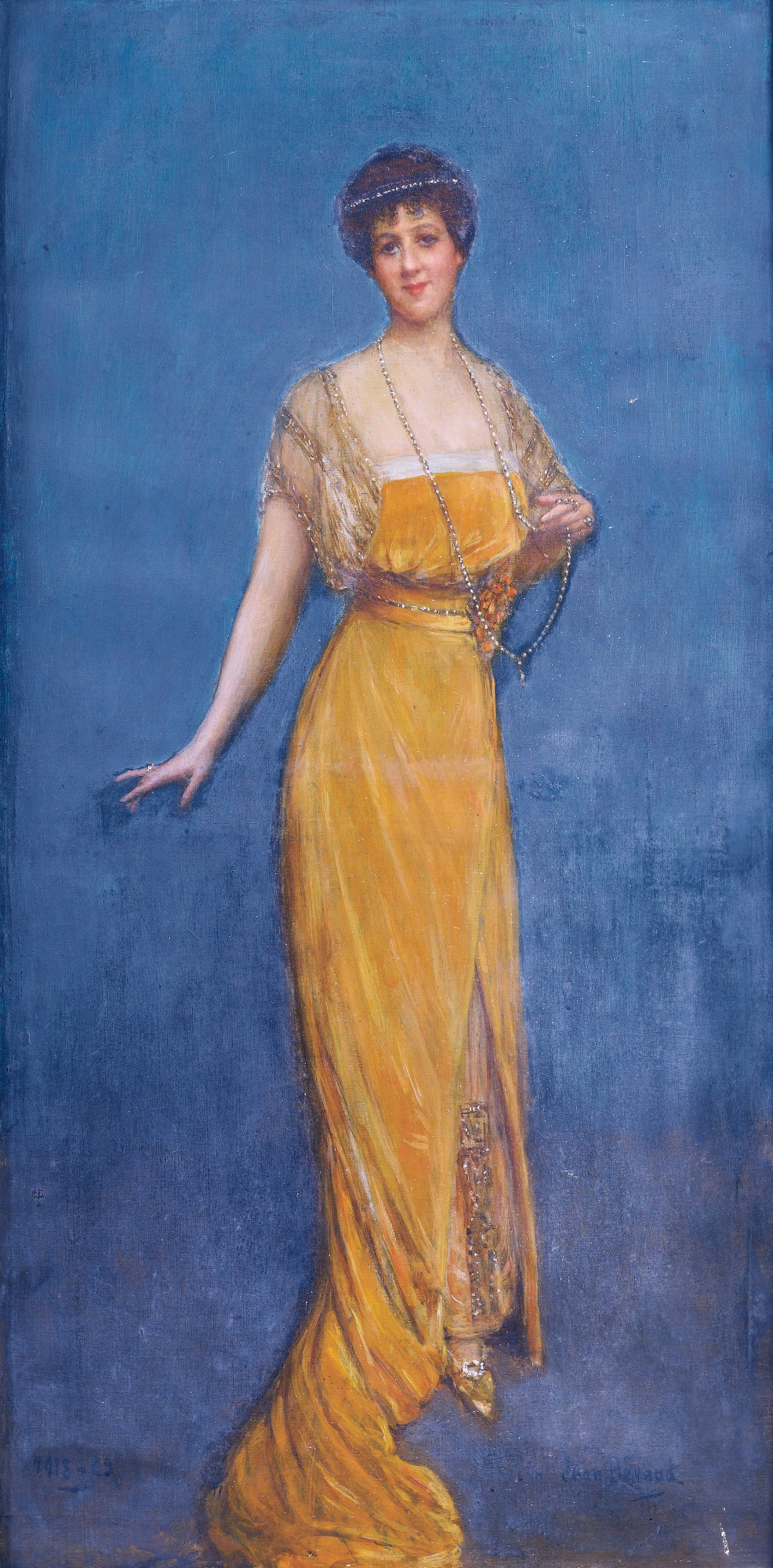
Blanche Vesnić (Ulman)
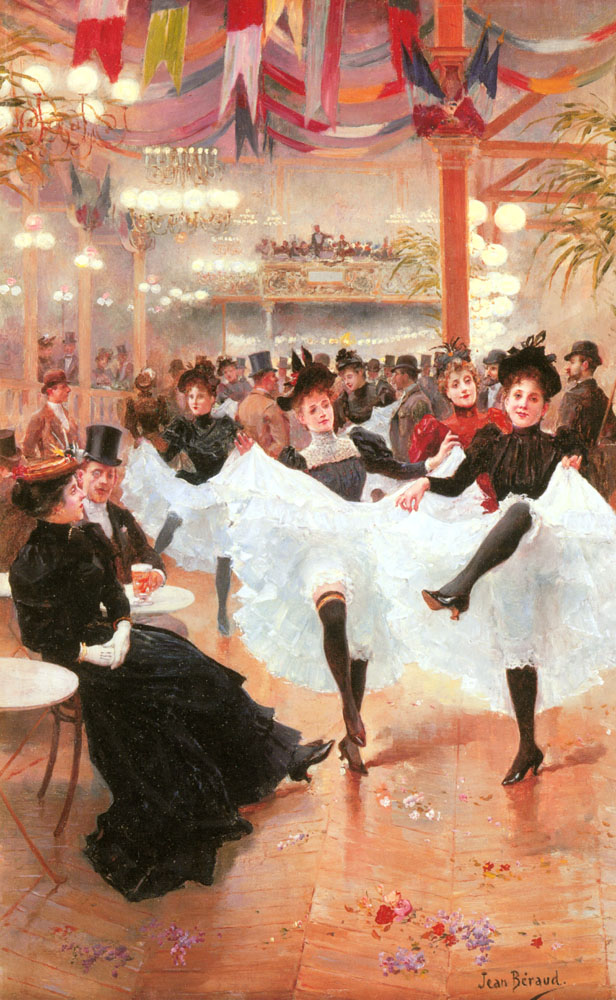
Cafeneaua din Paris
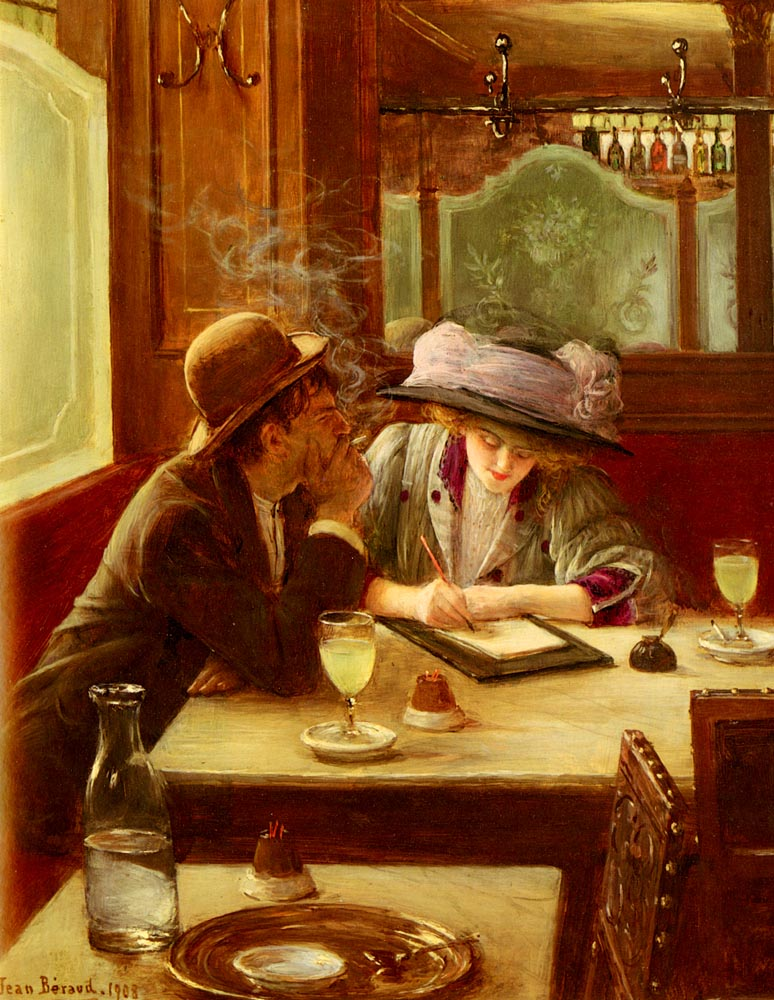
Scrisoarea
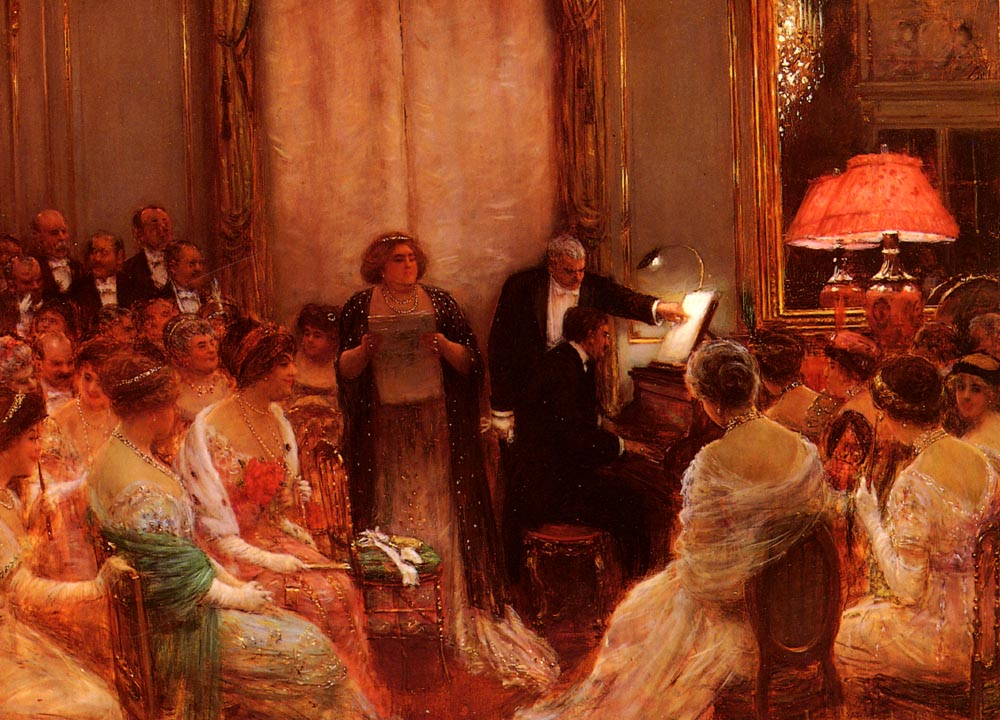
Personaje
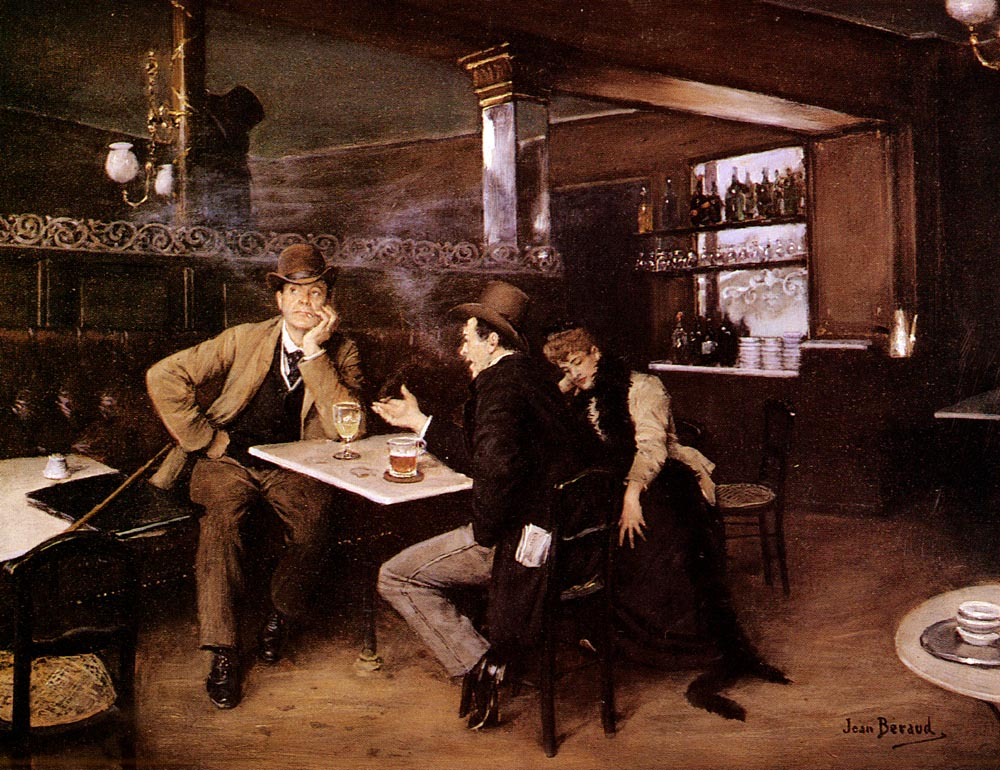
La Bistro
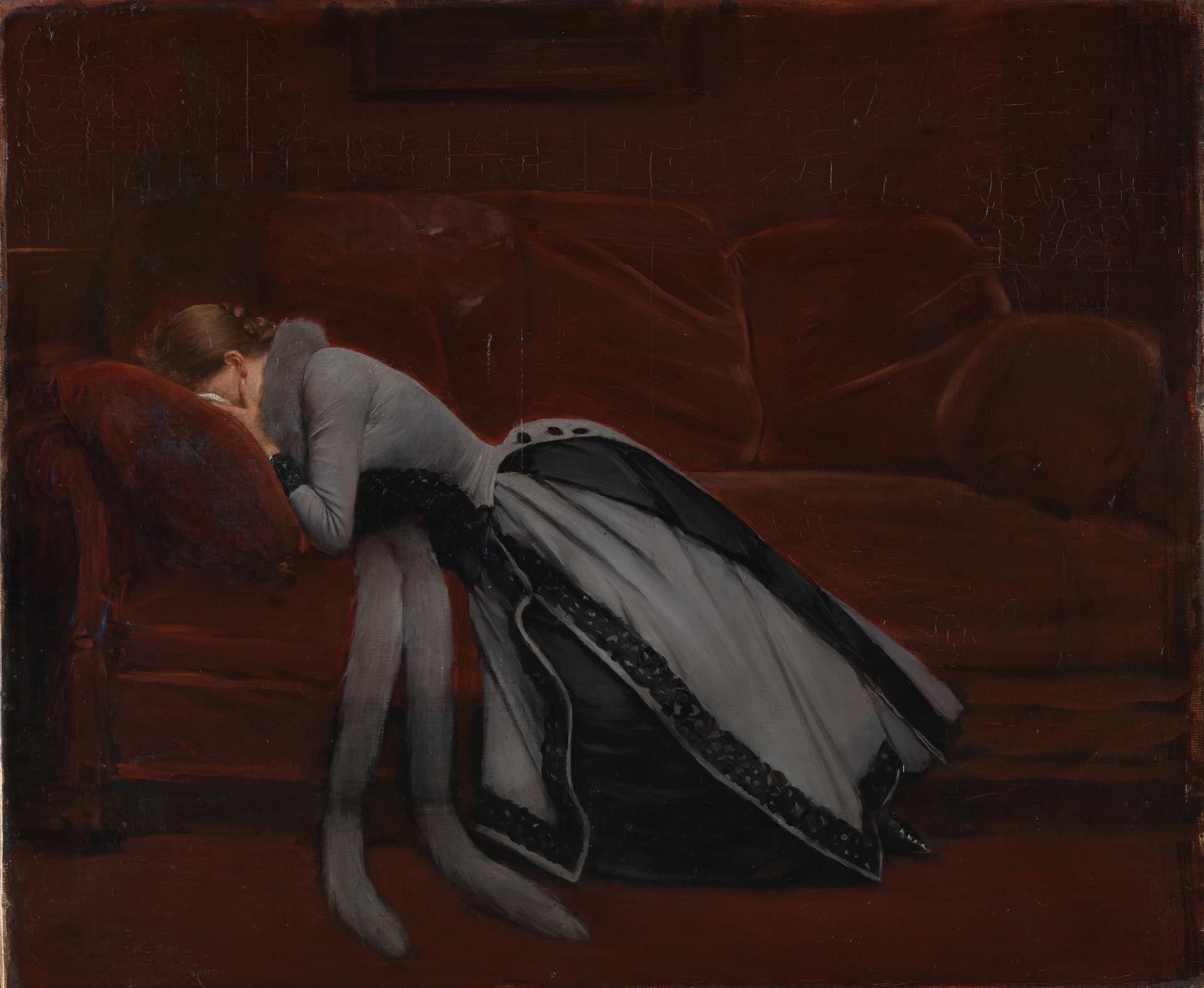
După Eșec
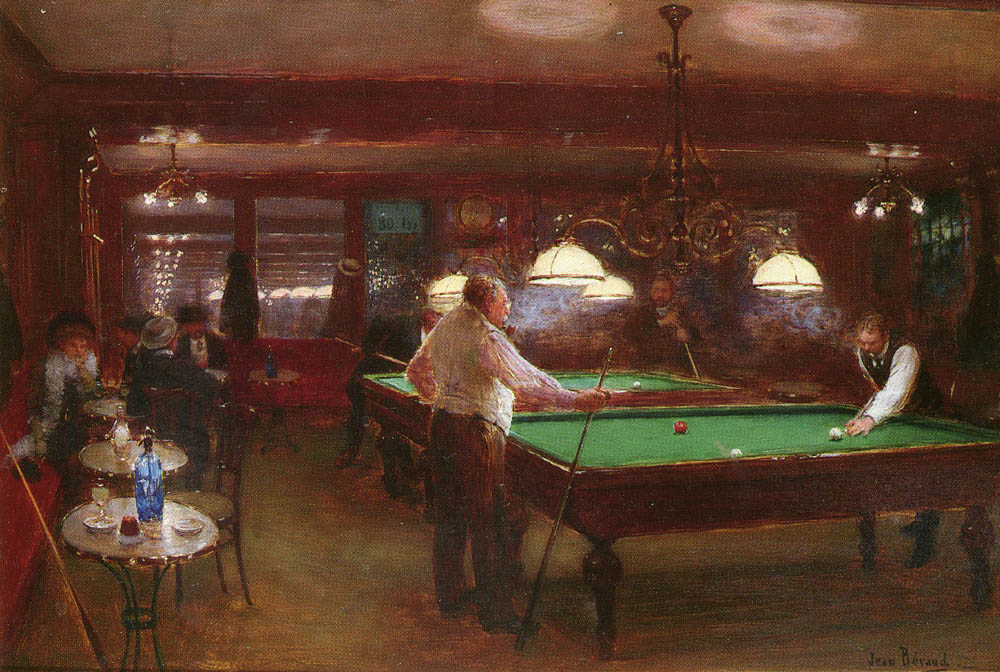
Partida de Biliard
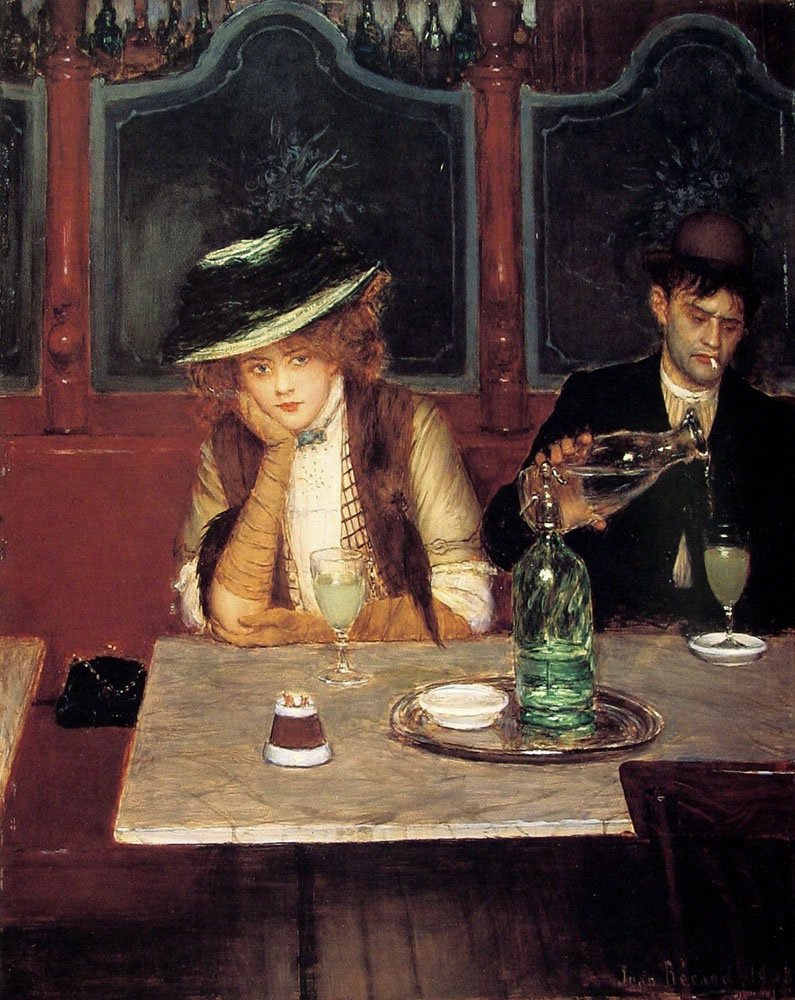
Băutorii
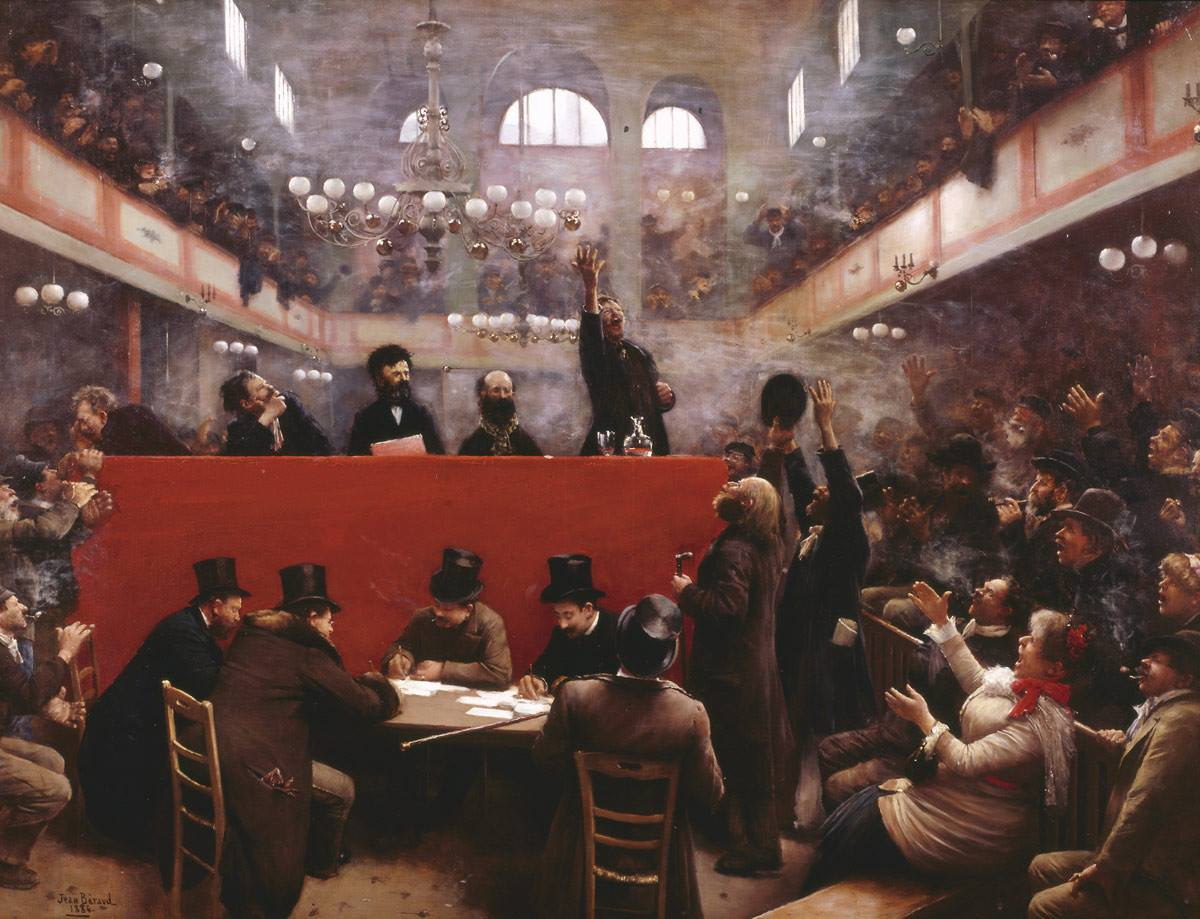
În sala Graffard